# Acquafredda
Acquafredda est une commune italienne de la province de Brescia, dans la région Lombardie.

## Administration
| Période                                  | Période  | Identité        | Étiquette                 | Qualité |
| ---------------------------------------- | -------- | --------------- | ------------------------- | ------- |
| 29 mai 2007                              |          | Mario Gatta     | liste civique             |         |
| 12 juin 2017                             | En cours | Maurizio Donini | Ensemble pour Acquafredda |         |
| Les données manquantes sont à compléter. |          |                 |                           |         |

### Communes limitrophes
Calvisano, Carpenedolo, Casalmoro, Castel Goffredo, Remedello, Visano